# Visage
I Visage sono stati un gruppo musicale Synthpop/New wave britannico formatosi nel 1978 a Londra che divenne strettamente collegato al movimento New romantic nascente dei primi anni 1980.

## Storia

### Carriera
Il gruppo era composto, tra gli altri, da Billy Currie, Midge Ure e dal frontman Steve Strange. Currie e Ure sono stati anche membri degli Ultravox. Tra il 1980 e il 1984 pubblicarono tre album Visage (1980), The Anvil (1982) e Beat Boy (1984).
Il primo album fu sicuramente quello di maggior successo, grazie al singolo Fade to Grey (che è ancora oggi una canzone simbolo del movimento "New Romantic"), ma anche grazie ai singoli Tar e Mind of a toy.
Nel secondo album le "vocazioni disco" vennero amplificate senza perdere le velleità neo-futuristiche che avevano sempre caratterizzato il gruppo, e nonostante contenesse i singoli Damned don't cry e Night train, le vendite iniziarono a diminuire.
Il loro terzo ed ultimo album fu un totale flop che spinse i membri del gruppo a dedicare il proprio tempo ad altri progetti.
Ciò segnò anche la fine della carriera dello strano personaggio di Steve Strange (vero nome Steve Harrington), che in seguito ha fatto parlare molto poco di sé, anche se ha cercato di riformare il gruppo di recente.

### Attualità
Un nuovo gruppo, sempre denominato Visage e capeggiato ancora da Steve Strange (unico membro rimasto della formazione originale), si è formato nel 2004.
Nel 2008, Strange (e il secondo tastierista dei Visage, Sandrine Gouriou) hanno fatto un'apparizione nella serie drammatica della BBC Ashes to Ashes, ambientata nel 1981. Nell'episodio, si sono esibiti nella versione originale di "Fade to Grey", in una scena ambientata nella discoteca "Blitz", dove abitualmente il gruppo si esibiva e il loro amico Boy George faceva il guardarobiere (anche lui presente nel telefilm).
Il 12 febbraio 2015 il cantante Steve Strange muore per un infarto al miocardio mentre si trovava in viaggio in Egitto.

## Integranti

### Formazione 2004-2014
- Steve Strange
- Steven Young
- Sandrine Gouriou
- Rosie Harris
- Ross Tregenza

### Formazione originale
- Steve Strange
- Midge Ure
- Billy Currie
- John McGeoch
- Rusty Egan
- Dave Formula
- Barry Adamson

## Discografia

### EP
- 1981 – Visage

### Album in studio
- 1980 – Visage
- 1982 – The Anvil
- 1984 – Beat Boy
- 2013 – Hearts and Knives
- 2015 – Demons to Diamonds

### Album dal vivo
- 2014 – Orchestral

### Raccolte
- 1983 – Fade to Grey - The Singles Collection
- 1993 – Fade to Grey - The Best of Visage
- 1998 – Master Series
- 2000 – The Damned Don't Cry
- 2010 – The Face - The Very Best of Visage
- 2015 – The Wild Life - The Best of 1978 - 2015

### Singoli
- 1979 – Tar
- 1980 – Fade to Grey
- 1981 – Mind of a Toy
- 1981 – Visage
- 1982 – The Damned Don't Cry
- 1982 – Night Train
- 1982 – Whispers
- 1982 – Pleasure Boys
- 1982 – Der Amboss
- 1984 – Love Glove
- 1984 – Beat Boy
- 1993 – Fade to Grey (Bassheads Mix)
- 2013 – Shameless Fashion
- 2013 – Dreamer I Know
- 2013 – Never Enough
- 2014 – Hidden Sign
- 2014 – She's Electric (Coming Around)
- 2014 – Fade to Grey (Orchestral)